# Alimia
Alimia (gr. Αλιμιά) – niewielka, bezludna grecka wyspa należąca do archipelagu Dodekanez. Była zamieszkana do II wojny światowej.